# النقر

النقر قرية صغيرة تقع غرب معتمدية القلعة الصغرى وهي مدينة تونسية تقع على ساحل البلاد التونسية على بعد 140 كلم من تونس العاصمة و6 كلم من مدينة سوسة.